# Pedro Álvarez Suárez
Pedro Álvarez Suárez (La Serena, 14 de diciembre de 1893-Santiago, 17 de julio de 1986) fue un ingeniero en minas y político chileno, miembro del Partido Radical (PR). Se desempeñó como ministro de Economía y Abastecimientos de su país, durante el gobierno del presidente Juan Antonio Ríos entre abril y octubre de 1942.

## Familia y estudios
Nació en la comuna chilena de La Serena, hijo de Pedro Álvarez Rojo y Josefina Suárez Jiliberto. Su hermano Humberto, de profesión abogado, se desempeñó como parlamentario, y ministro de Estado en los gobiernos de los presidentes Pedro Aguirre Cerda y Arturo Alessandri. Realizó sus estudios secundarios en el Liceo de La Serena y los superiores en la Universidad de Chile, titulándose como ingeniero en minas en 1916.
Se casó con Hortencia Urquidi Tezanos Pinto, con quien tuvo dos hijos.

## Carrera profesional
Comenzó a ejercer su profesión en el extranjero, primero en Misuri (Estados Unidos) y luego en Canadá, contratado por la American Smeltin hasta 1918. Al año siguiente, trabajó en una empresa minera en Carrizal Bajo y en Bolivia en la minería del estaño explotada por chilenos, entre 1920 y 1933. De regreso a Chile, ocupó los puestos de subjefe de sección de la Caja de Crédito Minero, jefe de la sección de Compra de Minerales en 1934, y gerente de la Compañía Minera de Taltal.

## Carrera política
Militante del Partido Radical (PR), el presidente y compañero de partido Juan Antonio Ríos, lo nombró el 2 de abril de 1942 como parte de su gabinete en la cartera de Economía y Abastecimientos, puesto que ocupó hasta el 21 de octubre de ese año.
De manera posterior, actuó como vicepresidente de la estatal Corporación de Ventas del Salitre y Yodo, de la gremial Sociedad Nacional de Minería (Sonami) y consejero de la pública Caja de Crédito Minero.
Entre otras actividades, fue miembro del Instituto de Ingenieros de Minas, siendo su socio desde 1945 y presidente en dos ocasiones (1934-1936 y 1970-1971). Asimismo, fue miembro del Instituto de Ingenieros de Chile y socio del Club de La Unión. Falleció en Santiago de Chile el 17 de julio de 1986, a los 92 años.